# Arthur Ernest Percival
Arthur Ernest Percival (Aspenden, Inglaterra, 26 de diciembre de 1887 - Westminster, Londres, 31 de enero de 1966) fue un teniente general británico. Durante la Segunda Guerra Mundial, fue el comandante en jefe del Ejército Británico y del Ejército de la Commonwealth durante las batallas de Malasia y de Singapur.
Tras los combates con los japoneses, que sin embargo se hallaban en inferioridad en términos reales, Percival se vio obligado a capitular el 15 de febrero de 1942 lo que constituyó según Winston Churchill «el peor desastre y la capitulación más importante de la historia británica». El acontecimiento debilitó igualmente la presencia británica en el este de Asia. La defensa en Malasia era defectuosa desde hacía varios años, y ocupaba a tropas experimentadas y mal equipadas. A la vista de estos elementos de análisis, el mando de Percival no puede ser completamente puesto en cuestión.
Percival fue internado por los japoneses en diversos campos en Singapur, Taiwán y Manchuria. Se unió a otro prisionero de alta graduación, el general estadounidense Jonathan Wainwright, en un campo ubicado en Shenyang. Liberado poco antes del fin definitivo de las hostilidades, firmó en nombre del Reino Unido el acta de capitulación del Japón a bordo del USS Missouri (BB-63), el 2 de septiembre de 1945.
Fue compañero de la Orden del Baño, recibió la Orden de Servicios Distinguidos y fue nombrado oficial de la Orden del Imperio Británico y oficial de la Venerable Orden de San Juan. Recibió una Military Cross por sus servicios y se le concedió el grado honorífico de lugarteniente-diputado.

## Biografía

### Estudios
Arthur Ernest Percival nació el día del Boxing Day en Aspenden Lodge (Aspenden) cerca de Buntingford en el Hertfordshire. Era el segundo hijo de Alfred Reginald y de Édith Percival (de soltera Miller). Percival cursó sus estudios en Bengeo y en 1901 fue enviado a la Rugby School con su hermano, que estaba mejor dotado que él para el estudio. Estudiante mediano y calificado de not a good classic por uno de sus profesores, aprendió el griego clásico y el latín. Tras acabar sus estudios allí en 1906 únicamente había conseguido un certificado de la escuela superior. Encontrándose más en a gusto en las disciplinas deportivas, Percival jugaba al tenis o al cricket y participaba en pruebas de cross-country. Fue en tanto que colour sergeant, un grado atribuido por el Volunteer Rifle Corps de la escuela, que tuvo contacto por vez primera con la disciplina, aunque su carrera militar aún tardaría en comenzar. Percival era igualmente miembro del Youngsbury Rifle Club y trabajó a partir de 1907 como asistente en una compañía minera, la Naylor, Benzon & Company Limited con base en Londres.

### Primera Guerra Mundial

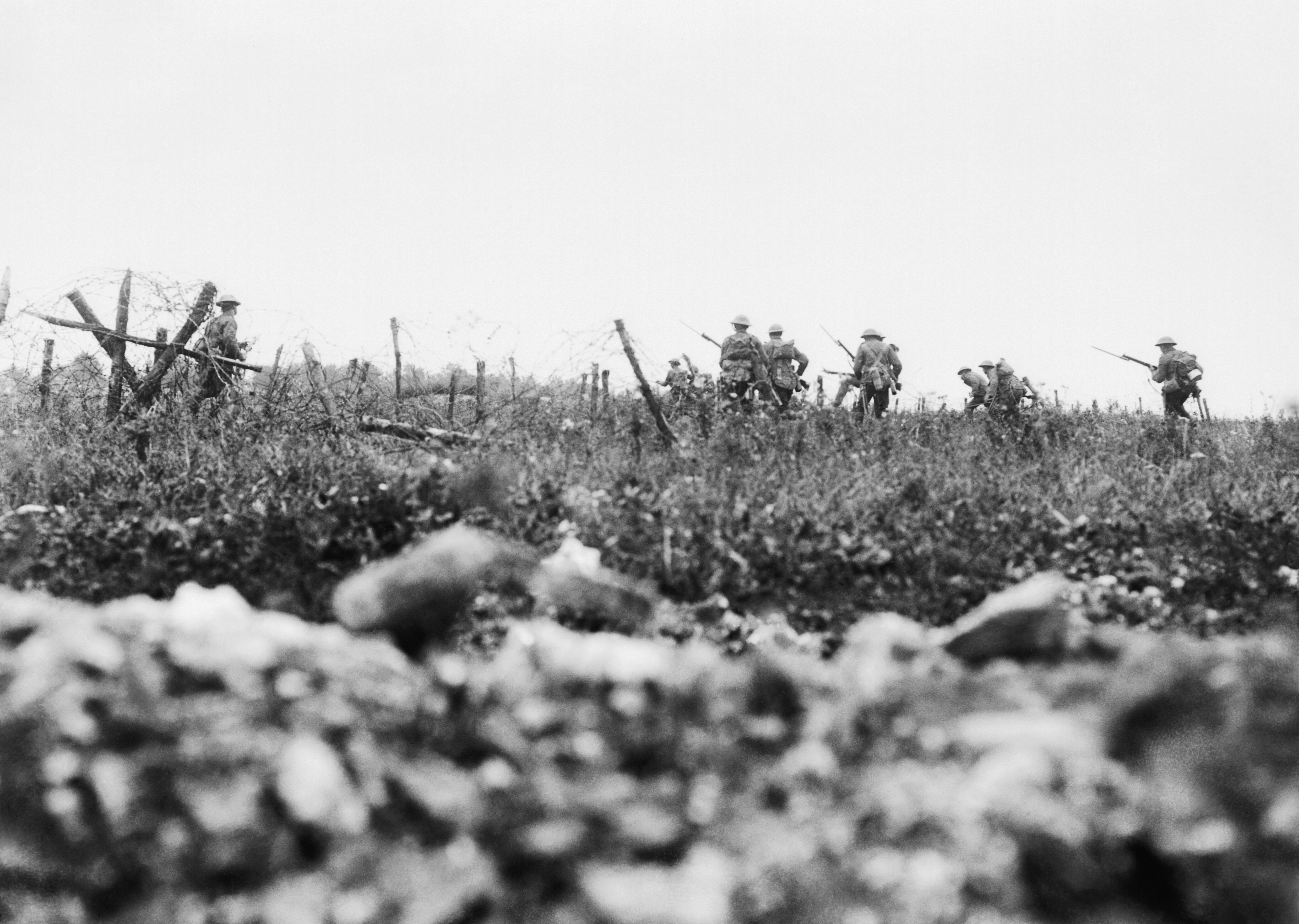
El ataque a Thiepval, el 7 de agosto de 1916.

Percival se alistó ya desde el primer día de la guerra como soldado en el Officer Training Corps del Inns of Court. Tras cinco semanas de formación preliminar, fue nombrado segundo teniente. Más o menos la tercera parte de sus compañeros de ese momento morirían en la guerra. Al año siguiente, Percival fue enviado a Francia con el 7.º Batallón del Regimiento de Bedfordshire, que se integró en la 54.ª Brigada de la 18.ª División en febrero de 1915. Percival participó en la batalla del Somme, iniciada el 1 de julio de 1916. Salió indemne de esa batalla, pero resultó gravemente herido por esquirla en cuatro ocasiones a lo largo del mes de septiembre. Percival se encontraba entonces al frente de una compañía que efectuaba operaciones contra el Schwaben Redoubt, una fortificación alemana en la región de Thiepval. Fue condecorado con la Military Cross por su mando durante el asalto
Percival continuó su convalecencia en el hospital y prosiguió su servicio como capitán en el Regimiento de Essex en octubre de 1916. En 1917, se le dio el mando de un batallón con el rango temporal de teniente coronel. Durante la ofensiva alemana en la Segunda Batalla del Marne, Percival llevó a cabo un contraataque que evitó que una unidad de artillería francesa fuera capturada los por alemanes. Esta acción de guerra le supuso ser condecorado con la Croix de guerre 1914-1918. En mayo de 1918, estuvo un breve plazo al mando de la 54.ª Brigada. Se le concedió la Orden de Servicios Distinguidos con una mención hablando de su moral y de su «capacidad de mando y a sus conocimientos tácticos». A acabar la guerra gozaba de la reputación de ser un militar brillante y «muy eficaz». Se le propuso integrarse en el Staff College de Camberley.

## Período de entreguerras

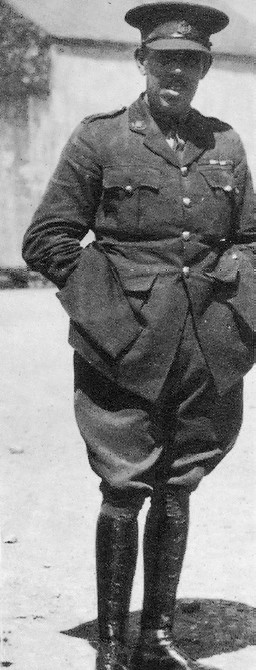
Arthur Percival en Irlanda en 1921

### Rusia
Percival abandonó sus estudios cuando decidió en 1919 alistarse como voluntario para la misión británica enviada a Rusia durante la Revolución rusa. Fue nombrado comandante y segundo al mando del 46.º Regimiento de Fusileros Reales. La Operación Gorodok que llevó a cabo a lo largo del río Dvina Septentrional le permitió hacer prisioneros a 400 bolcheviques. Recibió como recompensa por su mando una segunda barra a añadir a su medalla de Distinguished Service Order.

### Irlanda
En 1920, Percival se incorporó a una compañía a la que mandó antes de pasar a ser el oficial de información del 1.º Batallón del Regimiento de Essex en Kinsale, en Irlanda. Esta unidad luchó contra el IRA durante la guerra civil irlandesa hasta su finalización en 1923.

#### Acusaciones de tortura
Aunque Percival adquirió experiencia en la lucha contra movimientos guerrilleros, se ganó una pésima reputación entre los irlandeses. Considerados como brutales, los métodos utilizados por Percival fueron objeto de polémica. Tras el asesinato de un sargento de la Royal Irish Constabulary (fuerza de policía irlandesa) en julio de 1920, logró la captura de Tom Hales, el jefe de la brigada de West Cork y de Patrick Harte, el segundo al mando en la misma brigada. Percival fue nombrado oficial de la Orden del Imperio Británico por esta acción, que sigue siendo controvertida hoy en día.
Percival llevó a cabo los interrogatorios que permitieron conocer más datos sobre el IRA, pero se plantearon dudas respecto del trato reservado por sus hombres a los prisioneros. Según el libro de Tim Pat Coogan consagrado a Michael Collins, se utilizó la tortura. Hales y Harte fueron sometidos a varios tipos de suplicios: fueron desnudados y golpeados con bastones, y se les arrancaron las uñas con pinzas. Ante la resistencia de los prisioneros, los ingleses continuaron golpeándolos. Una fotografía presenta a Tom Hales siendo obligado a enarbolar la Union-Jack, la bandera británica. Tom Hales salió vivo de la situación, pero Harte tuvo menos suerte. Con graves secuelas neurológicas, se le envió a un hospital psiquiátrico donde falleció.
El IRA ofrecía una recompensa de 1000 libras esterlinas de la época por la cabeza de Percival, al que calificaba como responsable del «escuadrón de torturas del batallón de Essex». Se salvó por los pelos de un intento de asesinato al modificar su agenda para ese día en el último momento. Una segunda tentativa tuvo lugar en Londres en marzo de 1921, pero los asesinos se vieron obligados a huir cuando la Policía descubrió sus intenciones. De regreso a Irlanda, Percival llevó a cabo una operación que desembocó en la muerte de uno de los miembros del comando de Londres.
Bernard Montgomery sirvió en Irlanda en la misma Brigada que Percival. Ambos hombres se conocieron e intercambiaron posteriormente cartas sobre el tema de esta guerra en Irlanda. David Lloyd George y Winston Churchill se encontraron con Percival en 1921 a raíz de que este fuese llamado como experto/testigo en el marco de una investigación relativa a la guerra anglo-irlandesa.

### Oficial de Estado Mayor
Entre 1923 y 1924 Percival estudió en el Staff College de Camberley, centro que se encontraba bajo el mando del general Edmund Ironside. Uno de sus profesores, J.F.C. Fuller, iba 25 años más tarde a formar parte de los pocos que valoraron positivamente el libro The War in Malaya que publicaría Percival. Las capacidades de Percival, tanto deportivas como intelectuales, impresionaron a sus instructores, que le seleccionaron entre otros ocho alumnos para una promoción rápida. Tras un ascenso a comandante en el Regimiento de Cheshire, pasó cuatro años en Nigeria, en el Regimiento de Nigeria de la Royal West African Frontier Force en tanto que jefe de Estado Mayor.
En 1930, Percival prosiguió sus estudios durante un año en el Royal Naval College de Greenwich. Entre 1931 y 1932 fue oficial de nivel 2 en el Estado Mayor General y fue instructor en el Staff College. El jefe del College, el general John Dill pasó a ser el mentor de Percival durante los siguientes 10 años, permitiéndole ascender los diversos peldaños de la jerarquía militar. Dill consideraba a Percival como un oficial prometedor y escribió que tenía una «capacidad fuera de lo común, amplios conocimientos militares, buen juicio y que era un trabajador muy rápido y preciso». Añadió que no aparentaba «una gran presencia y que por ello se podría no apreciar su trabajo excepcional cuando se le encontraba por vez primera». Con el apoyo de Dill, Percival fue nombrado comandante del 2.º Batallón del Regimiento de Cheshire. Ejerció este mando entre 1932 y 1936, inicialmente en la isla de Malta. En 1935, se inscribió en el Imperial Defence College.
Percival fue ascendido a coronel y, entre 1936 y 1938, enviado a Malasia con el título de oficial de nivel 1 del Estado Mayor del general William Dobbie, quien entonces asumía el mando de la península malaya. Durante este período, analizó la situación de Singapur, a la que ya no consideraba como una fortaleza aislada. Entreveía la posibilidad de una invasión japonesa en Tailandia para «penetrar en Malasia por una puerta falsa». Solicitó igualmente que se evaluasen los riesgos de que tuviese lugar un posible ataque a Singapur desde el norte. Esta investigación fue enviada a la Oficina de la Guerra y Percival diría más tarde que ese plan era similar al ataque japonés de 1941. Apoyó un plan no ejecutado finalmente de Dobbie que preveía la puesta en marcha de una línea defensiva fija al sur del estado malayo de Johor. En marzo de 1938, Percival regresó a Gran Bretaña, donde fue ascendido a brigadier del Estado Mayor y se le confió el mando de Aldershot.

### Familia
El 27 de julio de 1927, Percival contrajo matrimonio con Margaret Elizabeth Betty MacGregor (fallecida en 1956) en la iglesia Holy Trinity de West Brompton. Se habían conocido en Irlanda, y tuvieron dos hijos: Dorinda Margery nacida en Greenwich, que luego se convertiría en Lady Dunleath, y Alfred James MacGregor, nacido en Singapur y militar como su padre. La familia se encontraba en una magnífica situación financiera y a la muerte de Percival, su herencia se cifraba en 102.515 £, una suma muy confortable en 1966.

## Segunda Guerra Mundial
Percival fue nombrado brigadier en el Estado Mayor del I Cuerpo de Ejército británico de la Fuerza Expedicionaria Británica al mando del general Dill entre 1939 y 1940. Fue posteriormente ascendido a mayor general y en febrero de 1940, fue brevemente oficial general en el mando de la 43.ª División de Infantería (División Wessex). Sirvió como chef-assistant del Estado Mayor Imperial General en 1940, en el Ministerio de la Guerra, pero solicitó asumir un mando activo durante la evacuación de Dunkerque (Operación Dinamo). Al mando de la 44.ª División de Infantería pasó nueve meses en la organización de la defensa costera inglesa ante una posible invasión alemana. Se le concedió el título de compañero de la Orden del Baño en 1941.

### General encargado del mando en Malasia

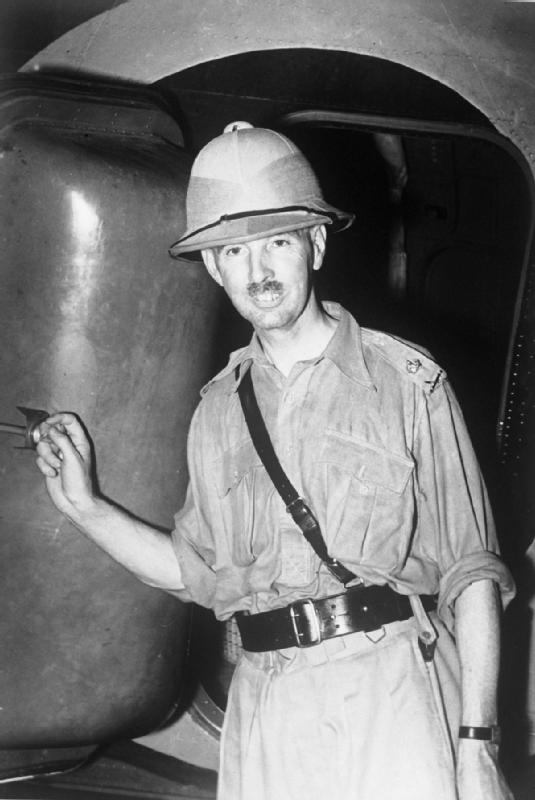
Percival a su llegada a Malasia.

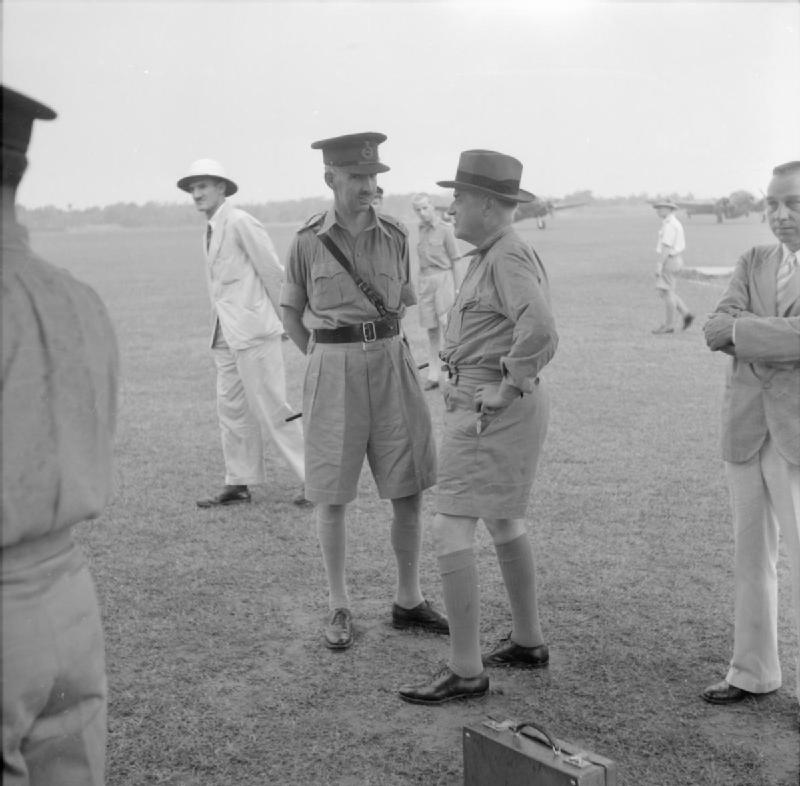
Percival recibiendo al enviado estadounidense Averell Harriman en el aeródromo de Sembawang, el 30 de octubre de 1941.

En mayo de 1941, Percival fue temporalmente ascendido al rango de teniente general, encargándosele el mando de Malasia. Se trataba para él de un acontecimiento de importancia, ya que nunca hasta entonces había mandado un Cuerpo de Ejército. Abandonó Gran Bretaña a bordo de un hidroavión Short Sunderland, dando inicio a un largo periplo de aproximadamente dos semanas, con varias etapas: Gibraltar, Malta, Alejandría, Basora, Karachi y Rangún, donde subió a bordo de un transporte de la RAF.
Percival mantenía dudas respecto de su propia capacidad para asumir el destino que se le había sido encomendado, indicando que:

Al dirigirme a Malasia, me di cuenta de que había un doble peligro, a saber, el de ser abandonado en un mando inactivo durante varios años si la guerra no estallaba, o si llegaba a estallar, de encontrarme implicado en una situación más bien delicada con fuerzas inadecuadas como las que se encuentran en las zonas más distantes de nuestro imperio en los inicios de una guerra.

Durante la mayor parte de la guerra, los planes defensivos para Malasia se centraban en el envío de una flota de la Royal Navy a la recientemente construida base naval de Singapur. Consiguientemente, el deber del Ejército de tierra era la defensa de Singapur y del sur de Johor. Si el plan expuesto parece lógico en una situación en la que las bases japonesas se encuentran alejadas más de 2500 kilómetros, la ampliación de los territorios controlados por Japón cambió el escenario. El ejército japonés, ante la debilidad de Francia tras el armisticio del 22 de junio de 1940 firmado con el Tercer Reich y la asunción del poder por el mariscal Philippe Pétain y su llamada Francia de Vichy, se había apoderado de los territorios coloniales franceses, la Indochina francesa. Además, la firma del pacto entre Japón, Italia y Alemania, el Pacto Tripartito, en septiembre de 1940 había dejado entrever las dificultades defensivas que se iban a presentar en el futuro. Se propuso entonces el uso de la RAF en lugar de utilizar la marina para la defensa de Malasia, al menos hasta la llegada de refuerzos desde Gran Bretaña. Con este objetivo se inició la construcción de campos de aviación al norte de Malasia y a lo largo de su costa este. Las unidades del ejército se repartieron por toda la península para la protección de dichas instalaciones.

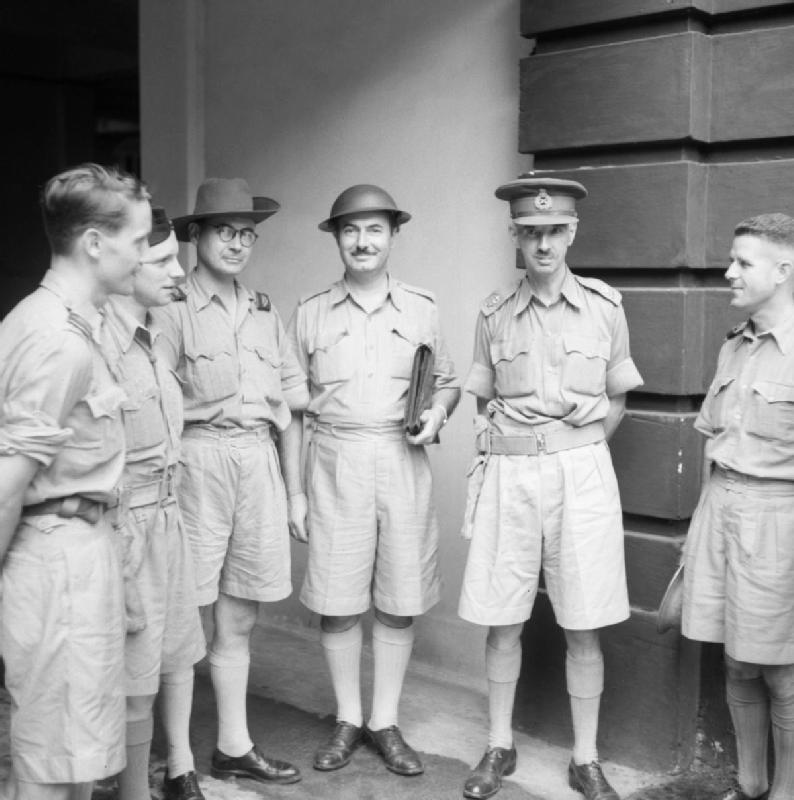
Percival (segundo por la derecha) junto a corresponsales de guerra en Singapur poco antes de la capitulación (foto tomada hacia finales de enero de 1942).

Desde su llegada, Percival decidió ocuparse del entrenamiento de este ejército sin experiencia, en especial de los componentes del Ejército de la India, que requerían un control más calmado, debido a los problemas políticos que se presentaban en la India con el activismo nacionalista indio. La mayor parte de los oficiales con experiencia habían sido incorporados al nuevo Ejército Indio, que se hallaba en curso de expansión. Apoyándose en aviones comerciales de la Volunteer Air Force para suplir la insuficiencia de aviones de la RAF, Percival organizó la defensa en torno de Jitra. Un manual de instrucción táctica, Tactical Notes on Malaya, fue aprobado por el general, siendo posteriormente distribuido a todas las unidades que de él dependían.
En julio de 1941, las tropas niponas ocuparon el sur de la Indochina, lo que comportó la aplicación de sanciones económicas contra Japón por parte del Reino Unido, los Estados Unidos y Holanda. Japón sufrió pues un embargo en sus adquisiciones de materias primas como petróleo, estaño o caucho. Habida cuenta de la implicación además de estas potencias en China, Japón quedó en una situación delicada, similar a una guerra fría. Los refuerzos de la Commonwealth siguieron afluyendo a Malasia. El 2 de diciembre de 1941, el acorazado HMS Prince of Wales y el crucero HMS Repulse, escoltados por cuatro destructores, llegaron a la base naval de Singapur. Por primera vez, una potente flota naval británica instalaba su base en ese lugar. Al día siguiente, el almirante Spooner organizó una comida a la que asistieron Percival y el comandante en jefe de la Flota de Extremo Oriente, el almirante Thomas «Tom» Phillips.

### Ataque japonés y rendición británica

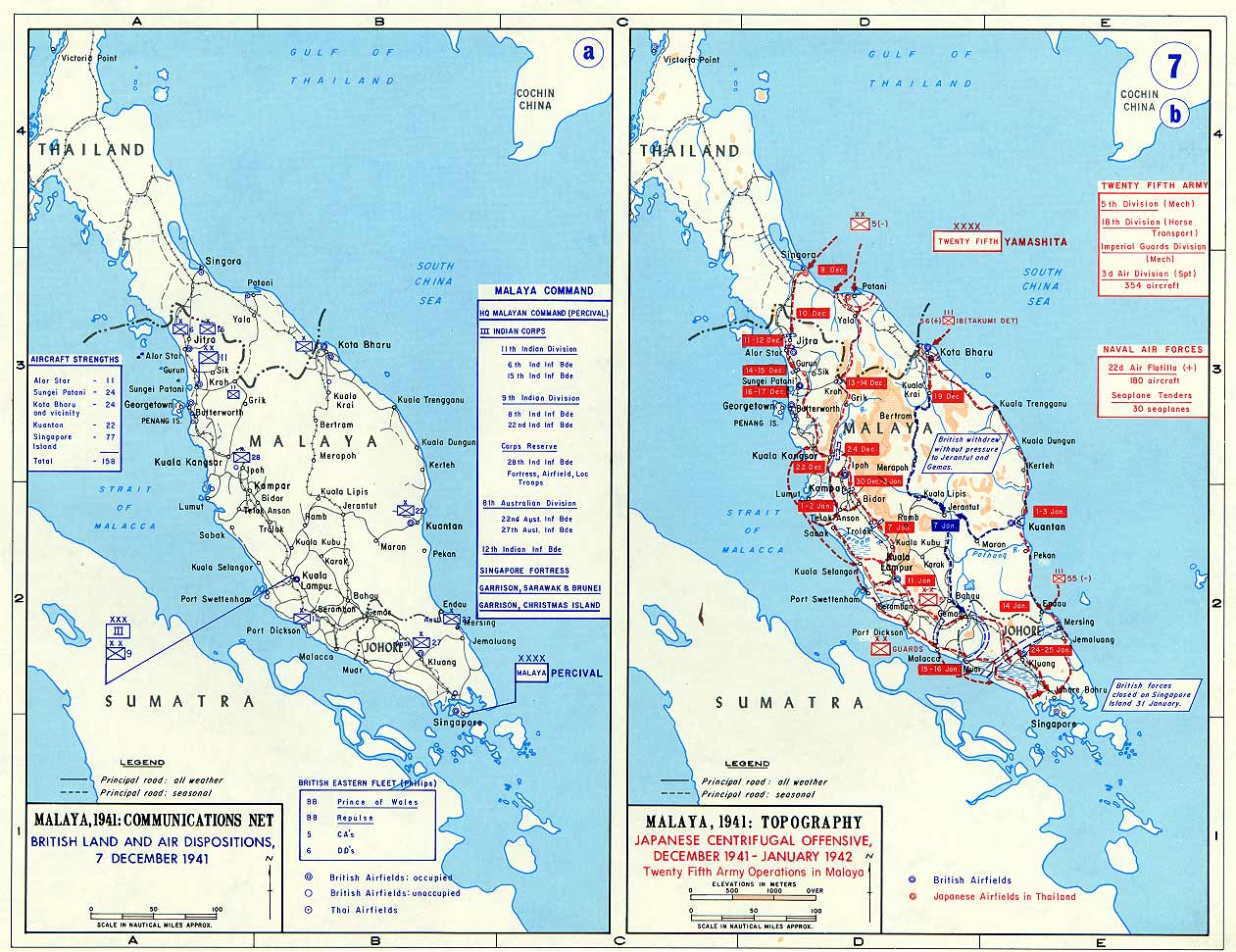
Mapa de las operaciones de la batalla de Malasia.

El 8 de diciembre de 1941, el 25.º ejército japonés, al mando del teniente general Tomoyuki Yamashita, desembarcó en la península malaya, tan solo una hora antes del ataque sorpresa japonés sobre Pearl Harbor (la diferencia de fecha es debido a los distintos husos horarios). La primera unidad desembarcada durante la noche tiene como objetivo únicamente el de servir de distracción, cerca de Kota Bharu, en la costa este. El desembarco principal propiamente dicho tiene lugar algo más tarde, en Singora y Pattani, al sudeste de Tailandia. Las tropas japonesas se despliegan rápidamente por el norte de Malasia.
El 10 de diciembre, Percival hizo esta declaración:

En este día de prueba, el mando general llama a los mandos malayos de cualquier rango a mantener un esfuerzo sostenido y determinado con el fin de salvar Malasia y los territorios británicos adyacentes. Los ojos del Imperio están dirigidos hacia nosotros. El conjunto de nuestra posición en Extremo Oriente está en juego. La lucha puede ser larga y siniestra, pero debemos hacer frente a lo que pueda acontecer y probar que somos dignos de la gran confianza que se nos ha otorgado.

Los japoneses avanzaron rápidamente, y el 27 de enero de 1942 Percival ordenó una retirada general desde el estrecho de Johore en dirección hacia la isla de Singapur. Organizó una defensa a lo largo de los 100 kilómetros de línea costera de dicha isla. No obstante, las tropas niponas no fueron rechazadas, y el día 8 de febrero la Armada Imperial japonesa desembarcó tropas cerca de la punta nordeste de la isla de Singapur. Tras una semana más de combates, Percival efectuó su última declaración en Fort Canning el 15 de febrero a las 9,00 horas de la mañana. Informado del agotamiento inminente de las reservas de municiones y de agua potable de sus tropas, decidió rendir la plaza al enemigo. Hay que hacer notar, en relación con las reservas de agua potable, que estas no se encontraban en la isla, sino que dichas reservas se almacenaban en tiempos de paz en la península malaya, a la sazón ya ocupada por los japoneses.
Los japoneses insistieron para que fuese el propio Percival quien se dirigiese, con bandera blanca de rendición, a la Old Ford Motor Factory de Bukit Timah, lugar en que tendrían lugar las conversaciones sobre la rendición. De ese momento fue tomada una fotografía, que presenta a un oficial alto y desgarbado enarbolando desmañadamente una bandera blanca, y dicha fotografía fue posteriormente utilizada como elemento propagandístico por Japón, presentándola como una imagen reflejo de la desaparición del Imperio británico de Asia. Un oficial japonés indica que Percival estaba «pálido, delgado y fatigado».
Tras un breve desacuerdo relativo a la presencia de 1000 soldados armados (mantenidos bajo mando británico) en Singapur para asegurar un servicio de orden mínimo, solicitud a la que Yamashita accedió finalmente, se acordó a las 18:10 horas que las tropas de la Commonwealth británica depondrían las armas y cesarían toda resistencia a partir de las 20:30. Este acuerdo no se acomodaba a las instrucciones emitidas por el primer ministro británico, Winston Churchill, que había demandado una resistencia prolongada.

#### Balance de pérdidas humanas
El balance de bajas más conocido indica que 138 708 militares aliados se rindieron o murieron, y ello frente a poco menos de 30.000 nipones. Esta cifra incluye los aproximadamente 50 000 hombres capturados o caídos durante la batalla de Malasia y tal vez unos 15 000 hombres presentes en las bases. Respecto de las tropas de la Commonwealth, se calculan desde el 8 de diciembre aproximadamente 7500 muertos y 11 000 heridos. Las pérdidas japonesas se cifraron en 3500 muertos y 6100 heridos.

### Consecuencias

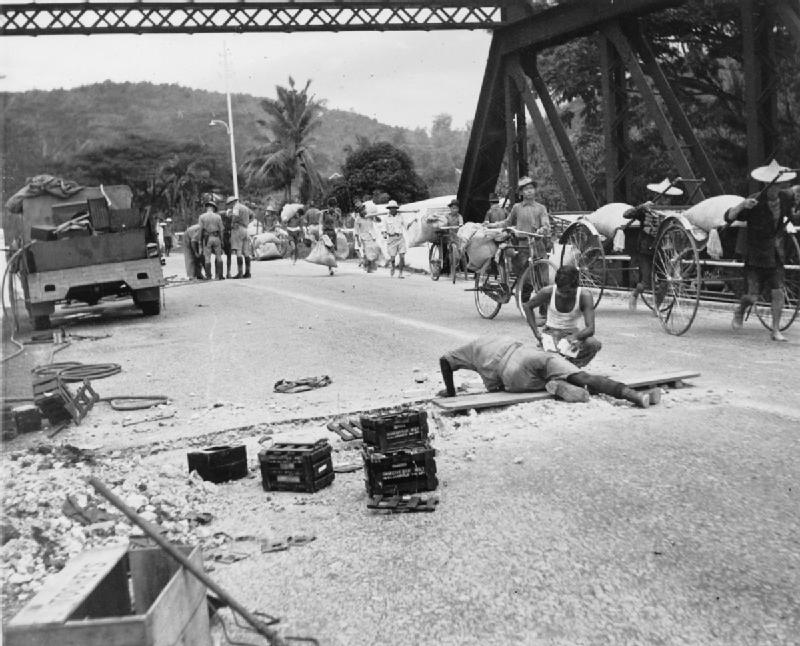
Ingenieros británicos preparan la demolición de un puente durante la retirada hacia Singapur.

Churchill vio en la caída de Singapur «el peor desastre y la mayor capitulación de la historia británica». Hay que comparar, sin embargo, la situación militar de Singapur y de Malasia con la de los otros frentes de la Segunda Guerra Mundial. Así, los británicos habían dado prioridad al teatro de operaciones de Oriente Medio ante la amenaza del Afrika Korps de Erwin Rommel al Canal de Suez, y a la ayuda a la Unión Soviética, en dificultades ante el gran asalto alemán desde el 22 de junio de 1941 con la Operación Barbarroja y la llegada de las tropas alemanas a los propios arrabales de Moscú. La fuerza aérea necesaria en Malasia, del orden de unos 300 a 500 aparatos, nunca fue suministrada. Además, el ejército japonés atacó con unos 200 carros de combate, mientras que los británicos no disponían de ninguno.
En 1918, Percival había sido descrito como un hombre «delgado, de voz dulce, con una reputación demostrada de coraje y organización» pero en 1945, esta descripción no cuadra con la de sus partidarios que dicen de él que tenía «algo de un petardo mojado». La caída de Singapur transformó la reputación de Percival, demasiado liso, insulso e insuficientemente agresivo a los ojos de algunos, sin poner en cuestión sus otras cualidades. Su aspecto físico fue blanco de los caricaturistas: delgado, espigado, con un pequeño bigote y dientes saledizos. El general no estaba tampoco considerado como un buen orador y carecía del carisma necesario para afrontar públicamente la amplitud del desastre en Malasia.
Los colaboradores de Percival llevaban igualmente su parte en la carga de la responsabilidad. Henry Robert Moore Brooke-Popham, el comandante en jefe del British Far East Command, impidió a Percival que desencadenase la Operación Matador en su momento adecuado. Mediante el retraso de la misma, Brooke-Popham quería evitar el desencadenamiento de la guerra. Pero tenía también sus detractores que no se ahorraban las críticas: falta de clarividencia, desinterés durante las reuniones y ausencia de reclamaciones sólidas para recibir refuerzos aéreos en Malasia. El almirante Tom Phillips no creía que unos aviones fuesen capaces de destruir varios barcos de guerra, con lo que, sin cobertura aérea, lanzó la Fuerza Z compuesta por dos acorazados y cuatro destructores a interceptar las rutas japonesas, siendo descubierto por un submarino I-65 japonés y recibiendo en consecuencia un sostenido ataque aéreo que acabó con el hundimiento de ambos acorazados y la muerte del almirante Phillips el 10 de diciembre de 1941.
Percival encontró igualmente dificultades con sus subordinados, entre ellos sir Lewis Heath alias Piggy, el comandante del III Cuerpo de Ejército indio, o Henry Gordon Bennett, el comandante de la 8.ª División de Infantería australiana. Heath había sido superior de Percival antes de que este se hubiera convertido en el comandante en jefe en Malasia, y esta inversión de poderes le resultó difícil de asimilar. Bennett poseía una naturaleza extremadamente independiente. Seguro de sí mismo, tenía una completa confianza en sus tropas australianas. Su regreso a Australia tras la salida precipitada de Singapur a raíz de la capitulación ante los japoneses empalideció ligeramente su posición.
Percival tenía la última palabra respecto de los hombres que servían bajo sus órdenes y había manifestado su deseo de reemplazar a sus cuadros de mando si sus capacidades no eran las óptimas. Dio inicio a estos cambios con el brigadier Ivan Simson, ingeniero jefe, quien recomendó en diversas ocasiones la construcción de unas defensas fijas en Johor o en la costa norte de la isla de Singapur. A pesar del enorme potencial que suponían los 6000 ingenieros que mandaba, Percival respondió que «las defensas son malas para la moral, tanto de la tropa como de los civiles». Dichas construcciones, sin embargo, hubiesen podido ser de utilidad para evitar, o al menos limitar, la actuación de los 200 tanques nipones.
Percival insistió también en la defensa prioritaria de la costa nordeste de Singapur, mientras que el general Archibald Percival Wavell, comandante supremo de las fuerzas aliadas en el sudeste asiático, preconizaba otra solución distinta. Percival enfocaba posiblemente su atención a la base naval de Singapur que se hallaba bajo su responsabilidad. Desplegó sus tropas en forma dispersa por todo el contorno de la isla, conservando algunas unidades como reserva. Cuando los japoneses lanzaron su ataque en el oeste, la 22.ª Brigada australiana entabló combate contra ellos, pero Percivel rechazó el envío de refuerzos, ya que pensaba que el asalto era un señuelo que servía como distracción, y que el verdadero ataque se iba a producir al nordeste.

### Cautiverio

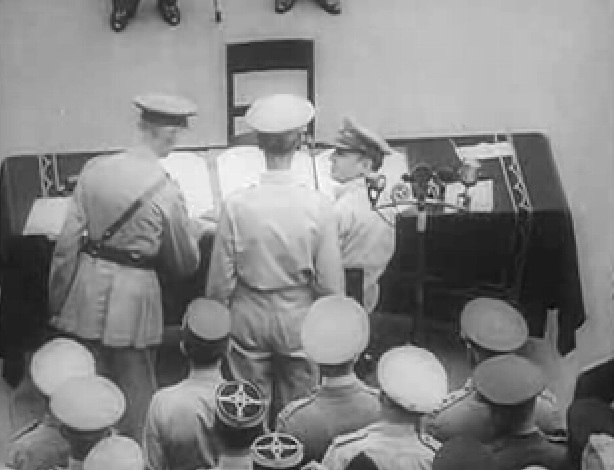
Douglas MacArthur da uno de sus bolígrafos a Percival durante la firma de los documentos de capitulación del Japón el 2 de septiembre de 1945 en la bahía de Tokio. Junto a Percival, el general Wainwright.

Percival fue mantenido un breve tiempo en la prisión de Changi, donde el «comandante vencido se sentaba con la cabeza entre sus manos, fuera de los cuarteles que compartía ahora con 7 brigadieres, un coronel, su ayudante de campo y un sargento cocinero. Discutía sobre sus sentimientos con algunos, pasaba horas caminando alrededor del complejo, rumiando sobre lo que había pasado y lo que hubiera podido pasar». Esperando mejorar la disciplina, reconstituyó un mando de Malasia al completo, con los cargos y funciones oportunas. Ocupaba igualmente a sus compañeros impartiendo cursos sobre la batalla de Francia.
Junto a otros prisioneros británicos de alto rango, fue sacado de Singapur en agosto de 1942 e internado en Taiwán para ser posteriormente transferido a Manchuria. En Hsian, aproximadamente a 150 kilomètres al nordeste de Mukden, se encontró con una decena de otros prisioneros importantes, entre ellos el general estadounidense Jonathan Wainwright. Hacia el final de la guerra, un equipo del OSS estadounidense recuperó a los prisioneros. Wainwright y Percival fueron llevados poco después a la firma del acta de capitulación del Japón a bordo del USS Missouri (BB-63), el 2 de septiembre de 1945, en la bahía de Tokio. Durante la ceremonia, MacArthur entregó a Percival una de las plumas que había utilizado para la firma del documento.
Percival y Wainwright regresaron juntos a las islas Filipinas para asistir a la rendición del Ejército japonés basado en el archipiélago, que se hallaba al mando del general Yamashita, el mismo que había obligado a Percival a la capitulación. El apodado «tigre de Malasia» quedó momentáneamente sorprendido por la vista de su antiguo prisionero. La bandera blanca que había sido enarbolada por Percival tres años antes fue igualmente testigo del vuelco de la situación. Fue izada cuando los japoneses rindieron oficialmente Singapur a Lord Louis Mountbatten

## Retiro
Percival regresó a Gran Bretaña en septiembre de 1945 para la redacción de un informe para la Oficina de Guerra que no fue publicado hasta 1948. Previamente, había pasado a situación de retiro en 1946 con el grado honorífico de teniente general, pero con los emolumentos correspondientes al grado de mayor general.
Se le encomendaron otras funciones relativas con el condado de Hertfordshire, donde residió, concretamente en Widford. Fue nombrado coronel honorario del 479.º Regimiento del Ejército Territorial entre 1949 y 1954, e igualmente teniente-diputado de Hertfordshire en 1951. Mantuvo contactos con el Regimiento de Cheshire del que fue coronel entre 1950 y 1955. Su hijo, el brigadier James Percival, fue coronel de dicho Regimiento entre 1992 y 1999.
Si el general Wainwright fue aclamado a su regreso a los Estados Unidos, no sucedió lo mismo con Percival, que por el contrario fue ampliamente criticado por las decisiones tomadas en Malasia. Sus memorias, The War In Malaya, se publicaron en 1949, pero con ellas no logró hacer callar a sus detractores. Contrariamente a las prácticas habituales respecto de los tenientes generales en el Reino Unido, Percival no fue nombrado caballero.
Se le nombró presidente vitalicio de la Far East Prisoners of War Association (FEPOW), que solicitó compensaciones financieras en favor de los prisioneros de guerra y obtuvo 5 millones de libras esterlinas a partir de haberes japoneses congelados. Dicha suma fue distribuida por la FEPOW Welfare Trust, de la que Percival era, como se ha indicado, el presidente.
En 1957 se opuso a la versión de la historia que se relata en la película El puente sobre el río Kwai, y consiguió la adición a la película de un mensaje indicando que se trataba de una obra de ficción.
Fue igualmente presidente de la Cruz Roja del Hertfordshire, siendo nombrado oficial de la Venerable Orden de San Juan en 1964.
Arthur Percival falleció el 31 de enero de 1966 a la edad de 78 años en el Hospital Rey Eduardo VII para oficiales, en Westminster, siendo enterrado en el Hertfordshire. El antiguo obispo de Singapur, Leonard Wilson, dirigió la ceremonia fúnebre, que se celebró en St Martin-in-the-Fields.